# Jassans-Riottier

Jassans-Riottier este o comună în departamentul Ain din estul Franței.